# قوم‌نگاری شبکه‌ای
قوم‌نگاری شبکه‌ای (به انگلیسی: Netnography)، یک شیوه پژوهشی آنلاین است که زیرمجموعه دانش قوم‌نگاری به‌شمار آمده و از آن برای درک تعامل اجتماعی در اجتماعات دیجیتالی معاصر استفاده می‌شود. مردم‌نگاری شبکه‌ای مجموعه‌ای مشخص از اقدامات پژوهشی است که به جمع‌آوری داده، تحلیل، اخلاق پژوهش و ارائه نتایج می‌پردازد. این شیوه پژوهشی به مشاهده رفتار فرد یا افراد شرکت‌کننده می‌پردازد.